# 画书大王
《画书大王》简称为画王，是中国大陆第一份漫画杂志。1993年，《画书大王》创刊，这本由宁夏人民出版社出版的漫画刊物一出世即受到了广大中国的新读者的关注。她标志着连环画中的一支生力军——用漫画手法画的长篇连环画，新漫画正式登场。

## 杂志概要
《画书大王》出世时是月刊，约两个月后变为半月刊，第一期发行3万册，第二期发行5万册，到第5期时已发行10万册。第17期时发行55万册，其发行数量增长的速度之快，实在是令人难以置信。但从第18期开始到短短的第24期，印数急剧下降，第24期停刊时，印数为30万册。
号称拥有不同于港台的“第三方渠道”，几乎与日本同步连载龙珠（沙鲁游戏结束后新开始的剧情），这是其火爆的根本原因。
刊登或介绍了多部日本漫画和少数港台、欧美漫画。对当时的中国读者起到了启蒙作用。
因为种种原因，《画书大王》从创刊到停刊正好是一年，《画书大王》为什么能在短短的一年时间，甚至是不到一年的时间里，能发行50万册呢？一是有强大的发行渠道，二是借93年、94年日本漫画在中国市场大行其道的形势，《画书大王》刚刚发行的时候，几乎100%的作品是日本漫画，转载的作品也正是市场上热销的《七龙珠》、《双星记》，大约在第9期开始，中国的年轻作者陈翔的作品《小山日记》面世，第17期时，颜开的作品《雪椰》问世，借助画书大王的影响力，中国的年轻的作者的作品第一次有了展示的平台，虽然始终占有较小的篇幅，但是画书大王对本土漫画的启蒙与进步拥有不可取代的作用。有网友戏称如流星一般闪耀又消逝的画王为“中国漫画的百日维新”。《画书大王》消逝在出版业的几个月后，一本由四川美院出刊的《新画王》面世，这本漫画刊物模仿《画书大王》，但不同的是，这本刊物始终全部转载日本漫画。新画王在7期之后也消失了。

## 刊载作品
刊载了多部有影响力的国产漫画，主要有：
- 蟠桃会 作者：王庸声 谭晓春

有中国水墨画的风格，应是一部很有前途的作品，可惜后来没有下文。
- 小山日记 作者：陈翔

风格近鸟山明，让无数中国读者看到了中国漫画的希望（不夸张）。可惜作者完成小山日记后要应付高考，沉寂了一段时间。现在《漫画party》上连载《戏游记》和《新小山日记》
- 雪椰 作者：颜开

## 后期影响
组织了中国第一届“画王超短篇”大赛，产生了一定影响。
其发行期间，极受欢迎，市面上出现了多个版本的所谓“新画王”的非法出版物，杂志也在刊物上发表过“打假声明”。
讽刺的是，杂志在发行满一周年后停刊了。原因是其刊载的日本漫画有严重的版权问题，日本方面告到中国来了，四川希望书店被处以数千万元的巨额罚款，但据说其存在期间攫取了1亿元的利润。
因为这本杂志的广受欢迎，《北京卡通》、《卡通王》、《中国卡通》等漫画杂志也在当时陆续创刊（似乎也与当时政府的鼓励政策有关）。